# PERSOL
PERSOL（パーソル）は、総合人材サービスのパーソルホールディングス株式会社が用いるグループブランドである。

## 概要
1973年（昭和48年）に人材派遣業のテンプスタッフ株式会社が創業。子会社の設立やグループ会社化により規模を拡げ、2008年（平成20年）に持株会社であるテンプホールディングス株式会社が設立された。2009年（平成21年）に設計や研究開発を手掛ける株式会社 日本テクシードを、2013年（平成25年）に転職支援サービス「DODA（デューダ）」やアルバイト求人情報サービス「an」を運営する株式会社インテリジェンスを順次子会社化するなどして、国内外87社500拠点にてサービスを行うグループに成長した。人材派遣だけにとどまらず、新卒・中途採用支援、アルバイト・パート採用支援、ITアウトソーシング、設計開発など幅広い事業領域にて展開している。
そして、創業から40年以上グループ名称として用いてきた「テンプ」という名称が派遣事業の一般名称として浸透していることや、単一派遣事業の企業イメージを超えて幅広い事業実態に合った総合人材サービスとしての認知拡大を目指し、2016年（平成28年）7月に新しいグループ名となる「PERSOL（パーソル）」が発足された。
2016年（平成28年）11月に株式会社インテリジェンスのグループ会社だった株式会社インテリジェンスHITO総合研究所を株式会社パーソル総合研究所に商号変更され、グループ会社に「パーソル」を冠するようになった。
2017年（平成29年）からはグループ内の統合や「パーソル」を冠した商号への変更が進むようになり、1月にテンプスタッフ・テクノロジー株式会社が株式会社インテリジェンスの派遣部門を統合してパーソルテクノロジースタッフ株式会社に、前述の株式会社パーソル総合研究所はテンプスタッフラーニング株式会社へ統合されて（新）株式会社パーソル総合研究所に商号変更（逆さ合併による統合）、4月には株式会社 日本テクシードが株式会社DRDと統合されてパーソルR&D株式会社に、6月には特例子会社のサンクステンプ株式会社と株式会社フロンティアチャレンジがパーソルサンクス株式会社とパーソルチャレンジ株式会社にそれぞれ商号変更され、翌月には持株会社のテンプホールディングス株式会社をパーソルホールディングス株式会社へ商号変更されると同時に、「PERSOL」の中核会社であるテンプスタッフ株式会社、株式会社インテリジェンス、株式会社インテリジェンス ビジネスソリューションの3社がパーソルテンプスタッフ株式会社、パーソルキャリア株式会社、パーソルプロセス&テクノロジー株式会社にそれぞれ商号変更された。
2018年（平成30年）4月にもテンプスタッフ・インテグレーション株式会社をパーソルビジネスエキスパート株式会社に商号変更するなど、一部のグループ会社（パナソニック株式会社との共同出資によるグループ企業を含む）が統合や商号変更が行われた。
2020年（令和2年）4月に事業体制がSBU（Strategic Business Unit）体制に移行され、Staffing（スタッフィング）、Career（キャリア）、Professional Outsourcing（プロフェッショナル アウトソーシング）、Solution（ソリューション）、Asia Pacific（アジア パシフィック）の5つのSBUとSpecialized Servicesで構成される。
なお、「テンプスタッフ」・「DODA」・「an」の名称については、「PERSOL」発足後もパーソルテンプスタッフやパーソルキャリアが手掛けるサービスブランドとして存続しており、「DODA」は2018年（平成30年）10月16日に小文字表記の「doda」へリブランディング、2019年春にはそれぞれのサービスブランドに「by PERSOL」の表記が追加されたが、「an」は2019年（令和元年）11月25日をもってサービスを終了した。

## ブランド名の由来
人は仕事を通じて成長し (PERSON)、社会の課題を解決していく (SOLUTION)。
働く人の成長を支援し、輝く未来を目指したいという想いが込められている。

## グループシンボルマーク（ロゴマーク）
シンボルはPERSOLの「P」をモチーフとしている。ファインダーにも見えるこのシンボルは、働く人ひとりひとりに焦点を当て、将来を見据えていこうという姿勢を表している。

## グループタグライン
はたらいて、笑おう。

## ブランドムービー
ブランド創設と合わせて井浦新と村川絵梨を起用したブランドムービー「Under the same sky 〜同じ空のしたで」を制作した。

## CM
2017年春からスティーブ・ウォズニアック、カルメン・デロリフィチェを起用していた。
2019年春からは、内村光良を起用した『ニッポンの人事部長 PERSOL』という広告キャンペーンを展開している。

## 関連企業
☆印は連結対象外の企業

### Staffing SBU
人材派遣、アウトソーシング、紹介予定派遣/人材紹介事業に属するユニット
- パーソルテンプスタッフ株式会社 - 総合人材サービス
- パーソルエクセルHRパートナーズ株式会社 - パナソニックの人材パートナーで、総合人材サービス（事務・エンジニア系中心）、特定派遣・請負開発（技術分野中心）
- パーソルファクトリーパートナーズ株式会社 - 製造アウトソーシング（パナソニックグループが中心）
- パーソルマーケティング株式会社 - 各種サービス（販売支援・ストア支援・人材・その他アウトソーシング）
- 株式会社アヴァンティスタッフ - 総合人材サービス（みずほグループ・丸紅グループが中心）
- パーソルフィールドスタッフ株式会社 - 人材サービス（製造・物流分野及び中高年人材が対象）、夜勤オフィスワーク、建物管理関連職種の専門事業
- パーソルワークスデザイン株式会社 - 業務処理のアウトソーシング、ヘルプデスクサービス・コールセンターサービス、保健指導事業、健康診断支援事業、地域活性化支援事業
- パーソルテンプスタッフカメイ株式会社 - 総合人材サービス（東北地域）
- 株式会社ジャパンプロスタッフ - 人材サービス、デモンストレーター事業、製造派遣、オフィスメンテナンス事業
- パーソルビジネスエキスパート株式会社 - グループ内のバックオフィス業務請負事業
- テンプスタッフフォーラム株式会社☆ - 総合人材サービス（新潟・北陸・山陰・四国・沖縄、地域密着型フランチャイズ）
- 株式会社イー・スタッフィング☆ - Web人材派遣一括管理システムの開発・運用およびサービス提供
※パソナグループ、リクルートスタッフィングとの3社合弁会社

### Career SBU
人材紹介、転職メディア・ダイレクトソーシング、顧問・アドバイザリー紹介、再就職支援、キャリア研修事業に属するユニット
- パーソルキャリア株式会社 - 求人情報・転職サービス、就職支援・採用支援サービスの提供
- パーソルキャリアコンサルティング株式会社 - 再就職支援・キャリア研修・職業紹介・官公庁就労支援
- シングラー株式会社 - 人材分析プラットフォームの企画・開発・運営
- 株式会社ライボ - キャリア・転職特化型匿名相談サービスの企画・運営
- 株式会社ベネッセi-キャリア☆ - 大学支援サービス（学生調査、キャリア教育・就職活動支援等が中心）
※パーソルキャリアとベネッセホールディングスによる合弁会社

### Professional Outsourcing SBU
IT・業務関連のアウトソーシングやコンサルティング、デジタルソリューション・システム開発、エンジニアリング、IT・機電エンジニア関連の人材派遣事業に属するユニット
- パーソルプロフェッショナルアウトソーシング株式会社 - 事業子会社の経営計画・管理並びにそれに付帯振る業務
- パーソルプロセス&テクノロジー株式会社 - 業務コンサルティング、アウトソーシング、システム企画・開発・保守、ITサービス 他
- パーソルR&D株式会社 - 設計・研究開発・実験事業
- パーソルテクノロジースタッフ株式会社 - 技術系人材サービス（IT及びエンジニアリング分野）
- パーソルAVCテクノロジー株式会社 - 映像機器のソフト・ハードウェア設計開発、モバイル・クラウド関連のシステム開発
- PERSOL PROCESS & TECHNOLOGY VIETNAM CO., LTD. - ベトナムでのシステム受託開発
- パーソルメディアスイッチ株式会社 - コンテンツ関連の人材派遣、コンテンツ関連業務の派遣・受託、コンサルティング事業

パーソルプロセス&テクノロジー株式会社と株式会社KADOKAWAによるジョイントベンチャー
- Bizer株式会社 - ビジネス支援クラウドサービスの開発運営

### Solution SBU
人材採用・人材管理・教育分野のデジタルソリューションやインキュベーションプログラム事業に属するユニット
- パーソルイノベーション株式会社 - 新規事業創造・オープンイノベーション推進、グループ会社の経営計画・管理並びにそれらに付帯する業務
- ミイダス株式会社 - アセスメントリクルーティングプラットフォームの企画・運営
- シェアフル株式会社 - オンデマンドマッチングプラットフォームの提供、人材紹介サービス、労務アウトソーシング事業
- ポスタス株式会社 - モバイルPOSを中心としたサービスの提供
- Dot Homes株式会社 - 宿泊施設向けDXソリューションの提供

### Asia Pacific SBU
日本国外での人材派遣・人材紹介、設備・施設メンテナンス、アウトソーシング、人事・労務コンサルティング、教育・研修、訪問介護事業に属するユニット
- 中核会社（海外事業における持株会社を兼ねる）
  - PERSOL Asia Pacific Pte. Ltd.
  - PERSOLKELLY PTE. LTD. - アジア・パシフィックにおけるHRサービスの地域統括会社
- オーストラリア/ニュージーランド
  - Programmed Maintenance Services Limited（プログラムドメンテナンスサービス） - オーストラリア・ニュージーランドでの人材派遣や設備・施設メンテナンスサービス
  - Kelly Services Australia Pty. Ltd. - オーストラリアでの人材紹介・人材派遣サービス
  - Kelly Services New Zealand Pty. Ltd. - ニュージーランドでの人材紹介・人材派遣サービス
- インド
  - BTI Consultants (India) Pvt. Ltd. - エグゼクティブ・サーチ事業
  - Kelly Services (India) Pvt. Ltd. - 人材紹介・人材派遣サービス
- シンガポール
  - Capita Pte. Ltd. - 人材紹介・人材派遣・採用代行・給与計算業務アウトソーシングサービス
  - Kelly Services (Singapore) Pte. Ltd. - 人材紹介・人材派遣サービス
  - PERSOLKELLY Consulting Pte. Ltd. - エグゼクティブ・サーチ事業
  - P-Serv Pte. Ltd.  - アウトソーシングサービス
- マレーシア
  - Capita Global Outsourcing Sdn Bhd - 人材紹介・人材派遣・採用代行・給与計算業務アウトソーシングサービス
  - Capita Global Sdn Bhd - 人材紹介・人材派遣・採用代行・給与計算業務アウトソーシングサービス
- ベトナム
  - First Alliances Co., Ltd. - 人材紹介、派遣、給与代行
- 香港
  - Intelligence SMC Consulting Limited - 人事労務コンサルティングサービス
  - Kelly Services Hong Kong Limited（ケリーサービス香港） - 人材サービス
  - PERSOLKELLY Consulting Limited - 人材サービス
- 韓国
  - Kelly Services Ltd. - 人材サービス
  - Kelly Workforce Solutions, Ltd. - 人材サービス
- インドネシア
  - PT．Intelligence HRSolutions Indonesia（インテリジェンスインドネシア） - 人材サービス
- 中国
  - 英創人力資源服務（深圳）有限公司 - 深圳での人材紹介サービス
  - 英創人材服務（上海）有限公司 - 上海・蘇州・北京・天津・広州での人材紹介サービス
  - 英創安衆企業管理諮詢（深圳）有限公司 - 深圳での人事労務コンサルティング、研修サービス
  - 英創安衆企業管理諮詢（上海）有限公司 - 人事労務コンサルティング、研修サービス
  - 上海必勝人力資源有限公司 - 上海・蘇州・北京・広州での人材サービス
  - 天仕創人材諮詢(上海)有限公司 - 日系企業向けの高級人材紹介サービス
- 台湾
  - 台灣英創管理顧問股份有限公司（インテリジェンス台湾） - 人材サービス
- タイ
  - BTI Executive Placement (Thailand) Co., Ltd. - エグゼクティブ・サーチ事業
  - Kelly Services Staffing and Recruitment (Thailand) Co., Ltd. - 人材紹介・人材派遣サービス

### Specialized Services
シンクタンク、人事・組織コンサルティング、教育・研修、障がい者採用、コーポレートベンチャーキャピタル、外国人材活用事業に属する、上記5つのSBUに該当しないその他の部門
- 株式会社パーソル総合研究所 - 調査・研究、組織・人事コンサルティングサービスの提供
- パーソルダイバース株式会社 -   特例子会社。障がい者雇用に関わるサービス提供、コンサルティング事業、就労移行支援事業など(2023年4月、パーソルチャレンジ株式会社とパーソルサンクス株式会社が統合)
- パーソルネクステージ株式会社 - 障がい者の生活支援のための請負業務及び受託業務全般
- パーソルファシリティマネジメント株式会社 - ファシリティマネジメントの導入や活用に関するコンサルティング業務
- パーソルエクセルアソシエイツ株式会社 - 障がい者雇用支援事業（特例子会社）（オフィスサービス、清掃サービス、パン・クッキー、農業）
- PERSOL INNOVATION FUND合同会社 - ベンチャーキャピタル事業
- PERSOL Global Workforce株式会社 - 特定技能の在留資格を対象とした外国人向けの人材サービス
- PERSOL Global Workforce Philippines, Inc. - 日本での就業を目指すフィリピン人に対する日本語トレーニングセンターの運営

## 提供番組
提供番組では、「テンプスタッフ」・「doda」・「an」などグループ内のサービスブランドのTVCMも放映されている（サービスブランドのTVCMでは、本編中の画面下が黒となり、左側に横並びでグループシンボルマークと「PERSOL」ロゴが、右側に「○○(サービスブランド名が入る)はPERSOL(パーソル)グループのサービスです。」のテロップがそれぞれ表示されている）。

### 現在
※2023年1月時点、複数社提供
- news zero（日本テレビ制作）（木曜日後半枠）

### 過去
- BACKSTAGE（CBCテレビ制作・TBS系列）（2019年4月-2020年3月）- 筆頭スポンサー

以下の番組はいずれも一社提供であった。
- ジョブレポ! -Job life Revolution-（BSテレビ東京(旧・BSジャパン)）[14]
- ゲンバビト（CBCテレビ制作・TBS系列）[15]